# سانتا ماريا دي هويرتا
سانتا ماريا دي هويرتا هي بلدية تقع في مقاطعة سوريا، في منطقة قشتالة وليون، في إسبانيا. يبلغ عدد سكانها 285 نسمة وذلك حسب (المعهد الوطني للإحصاء) سنة 2017، وتبلغ مساحتها 49,15 كم²، وترتفع عن سطح البحر 762 متر.

## تطور السكان
في تعداد عام 2010 بلغ عدد سكان البلدية 378 نسمة، منهم 204 رجلا و174 امرأة.